# Diecezja Montelíbano
Diecezja Montelibano (łac. Dioecesis Monslibanensis, hisz. Diócesis de Montelibano) – rzymskokatolicka diecezja w Kolumbii. Jest sufraganią archidiecezji Cartagena.

## Historia
12 czerwca 1924 roku papież Pius XI bullą Christi Domini erygował prefekturę apostolską Sinú. Dotychczas wierni z tych terenów należeli do archidiecezji Cartagena.
12 stycznia 1931 roku nazwa prefektury została zmieniona na Sinú-San Jorge.
10 marca 1950 roku bulla Si evangelicos papieża Piusa XII podniosła prefekturę do rangi wikariatu apostolskiego San Jorge.
20 listopada 1954 roku wikariat utracił część terytorium na rzecz nowo powstającej diecezji Montería. 
Dnia 25 kwietnia 1969 roku decyzją papieża Pawła VI wyrażoną w bulli Ex quo Deo wikariat został podniesiony do godności prałatury terytorialnej Alto Sinú i włączona w struktury archidiecezji Cartageny.
29 grudnia 1998 roku papież Jan Paweł II mocą konstytucji apostolskiej Ministerium totius podniósł prałaturę Alto Sinú do rangi diecezji i zmienił nazwę na Montelibano.

Mapa diecezji

## Ordynariusze

### Prefekci apostolscy Sinú/Sinú-San Jorge
- Marcellino Lardizábal Aguirrebengoa IEME (1925 - 1949)

### Wikariusze apostolscy San Jorge
- Francisco Santos Santiago PIME (1950 - 1957)
- José Lecuona Labandibar IEME (1958 - 1959)
- Eloy Tato Losada IEME (1960 - 1969)

### Prałaci Alto Sinú
- Alfonso Sánchez Peña CMF (1959 - 1989)
- Flavio Calle Zapata (1989 - 1993)
- Julio César Vidal Ortiz (1993 - 1998)

### Biskupi Montelíbano
- Julio César Vidal Ortiz (1998 - 2001)
- Edgar de Jesús Garcia Gil (2002 - 2010)
- Luis José Rueda Aparicio (2012 - 2018)
- Farly Yovany Gil Betancur (od 2020)